# Хайберский медицинский колледж
Хайберский медицинский колледж (урду خیبر طبی کالج ‎) —  является государственным медицинским учебным заведением, расположенным в городе Пешавар в провинции Хайбер-Пахтунхва, в Пакистане. Помимо медицинского образования, колледж предлагает учебные и исследовательские программы аспирантам по всем направлениям медицины с практикой в клиниках, а также фундаментальные медицинские исследования и младшие дипломы по многим специальностям.
Это одна из нескольких медицинских школ, связанных с Хайберским медицинским университетом, и признана Пакистанским медицинским и стоматологическим советом, Генеральным медицинским советом Великобритании и Ирландии и лицензирующим органом США. Хайберский медицинский колледж указан в Международном справочнике по медицинскому образованию, что является обязательным условием для участия в USMLE — многоступенчатом стандартизированном экзамене для поступления в медицинскую резидентуру с последующей сертификацией и работой врачом в США.